# Белаканчай
Белаканчай (Белоканчай; азерб. Balakənçay) — река в Азербайджане, левый приток реки Ганых (Алазани). Протекает по территории Балакенского района.

## Описание
Белаканчай берёт своё начало с южных склонов Главного Кавказского хребта, с высоты 2500 м. Река питается подземными, дождевыми и снеговыми водами. Длина реки составляет 39 км, площадь бассейна — 320 км². На реке случаются паводки и сели. Вода реки используется в орошении.

## ГЭС
3 августа 2017 года на реке открыта Балакенская малая ГЭС мощностью 1,5 мегаватт. Построена дамба высотой 5,6 м. Максимальная ширина дамбы — 28 метров, ширина гребня — 4 метра.
Создан водосброс пропускной способностью 63 м3 воды в секунду и водоприёмник пропускной способностью 23 м3 воды в секунду.
Мощность ГЭС — 10 млн киловатт-часов электроэнергии в год.

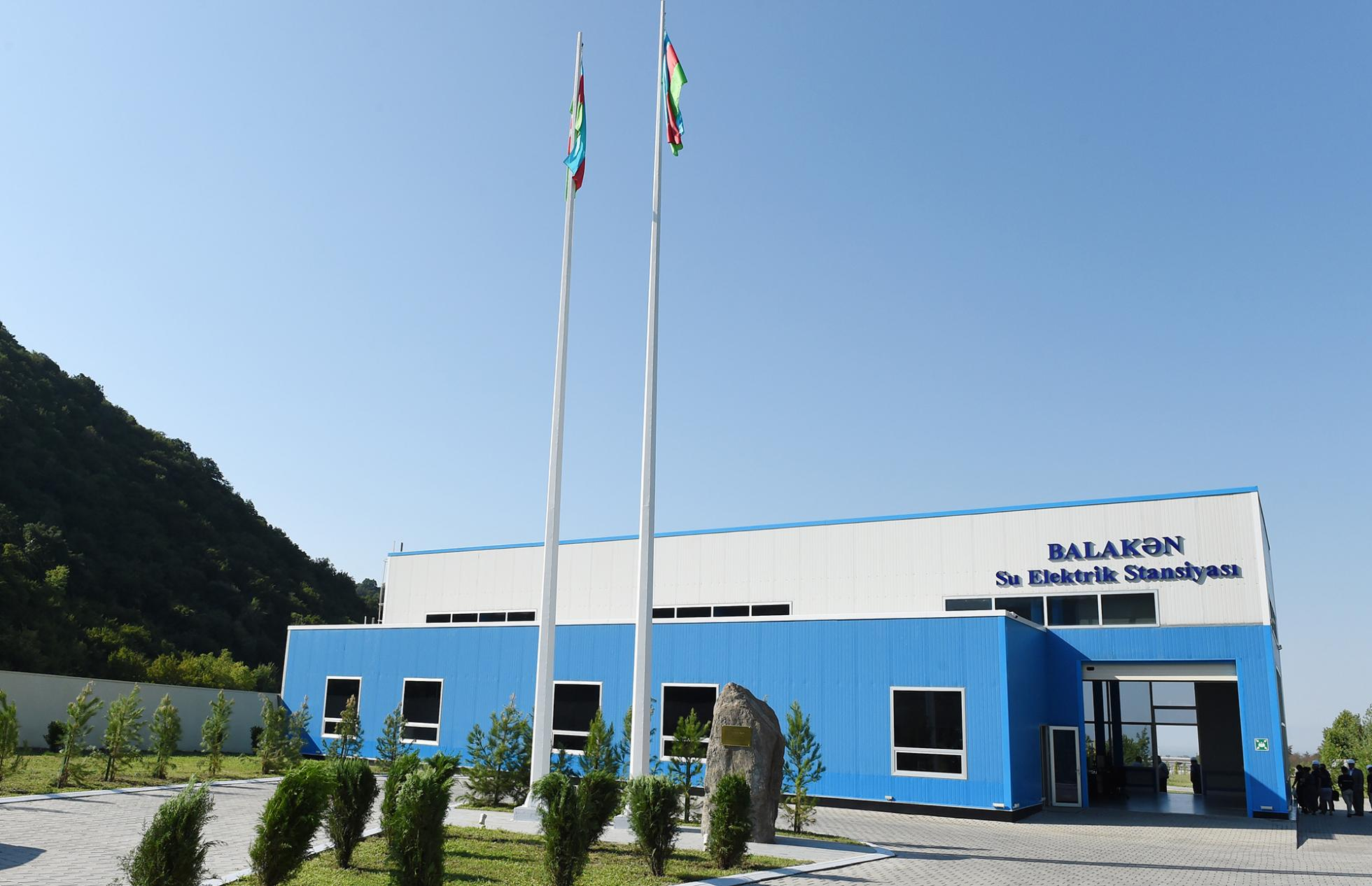
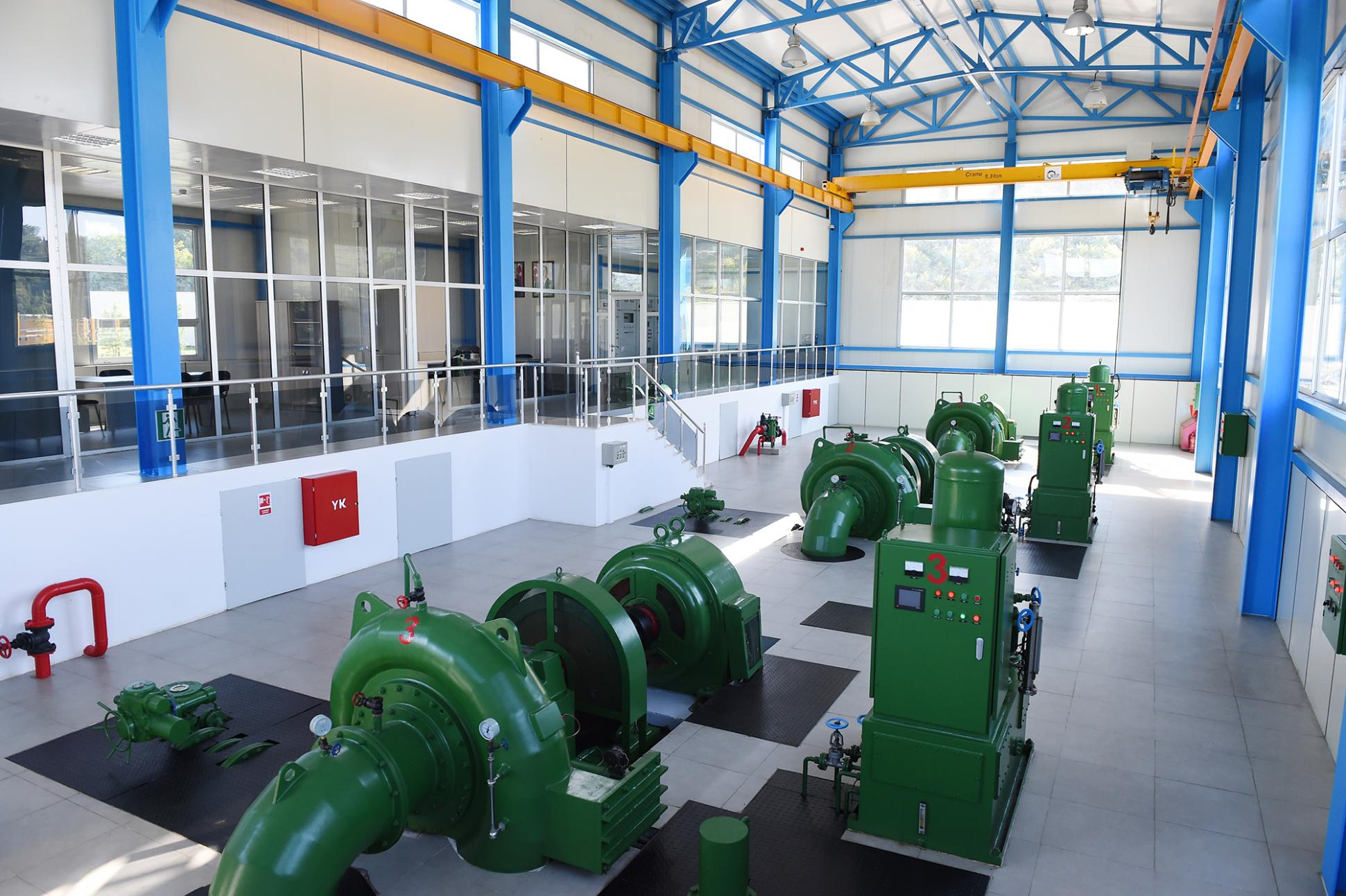